# Orkaan Alma
Orkaan Alma was een grote orkaan die in de maand juni van het Atlantisch orkaanseizoen 1966 passeerde.
Het was de vroegste continentale orkaan die voorbij kwam in de Verenigde Staten sedert het orkaanseizoen van 1825. Het bracht zuidoostelijke regens en winden met zich mee en dan vooral in Florida.

## Geschiedenis van de storm
Begin juni werden oostenwinden gedoofd vanuit het zuidoosten van de Verenigde Staten tot Nicaragua. Op 3 juni vormde zich een lichte circulatie vanaf Kaap Gracias a Dios en die wegtrok richting het zuidwesten op vast oppervlak. De circulatie vormde zich om tot een tropische depressie in de ochtend van 4 juni op de grens met Honduras en Nicaragua.  Daar draaide hij naar het noorden met zware regens.